# بزرودشت (تشلاو)
بزرودشت (بالفارسية: بزرودشت) هي قرية تقع في إيران في مازندران. يقدر عدد سكانها بـ 0 نسمة بحسب إحصاء 2016.